# Coop (Nederlandse supermarkt)
Coop (uitspraak: Ko-op) is een Nederlandse supermarktketen van Van Tol Retail. De vestigingen van Boon Food Group gaan verder als Gewoon Coop.

## Geschiedenis
De supermarktketen begon in 1891 als coöperatie in Zaandam. In 1947 werd de Centrale der Nederlandse Verbruikscoöperaties opgericht (vanaf 1959 onder de naam CO-OP Nederland), waarin een groot aantal lokale en regionale coöperaties participeerden. In 1973 ging CO-OP Nederland failliet en werden de meeste coöperaties opgeheven. Echter bleven de (van oorsprong socialistische) Coop Zaanstreek-Kennemmerland en Coop Gelderland grotendeels buiten schot bij het faillissement van CO-OP Nederland, die uiteindelijk in januari 1982 fuseerden tot de coöperatie Coop 82 U.A., die vanaf 1999 Coop Nederland ging heten.

### CoopCodis
In 2001 ging Coop Nederland samen met ondernemerscoöperatie Codis, bekend van de formules E-markt en Volumemarkt, verder als CoopCodis. Bijna alle supermarkten werden omgebouwd tot Coop Supermarkt. Coop is aangesloten bij de inkooporganisatie Superunie. Nadat de Edah, onderdeel van Laurus, in 2008 ophield te bestaan sloot een deel van de franchisewinkels zich aan bij Coop. In 2010 en 2012 kwamen daar nog eens 54 C1000-winkels bij, omdat deze vanwege marktwerking niet ondergebracht konden worden bij de Jumbo, die de C1000-keten overnam. In 2010 veranderde CoopCodis haar naam weer in Coop Nederland.
Coop zag haar omzet in 2017 met 59 miljoen euro stijgen tot 1,177 miljard euro. Gedurende dat jaar opende Coop vijf nieuwe filialen, waardoor het aantal uitkwam op 263. Van die filialen werden er 143 geëxploiteerd door zelfstandige ondernemers. Tevens begon het bedrijf met de thuisbezorging van boodschappen vanuit verscheidene Coop-filialen.

### Overname van EMTÉ
Samen met de Jumbo nam Coop de EMTÉ Supermarkten over, waarvan er 51 filialen als Coop verder gingen. Dat jaar opende Coop 27 nieuwe filialen en daarmee kwam het aantal vestigingen op 300. De omzet steeg in 2018 met 182 miljoen euro naar 1,2 miljard euro. In 2020 is mede door de coronacrisis de omzet met 16 procent ten opzichte van 2019 gestegen naar 1,74 miljard euro. Het marktaandeel steeg naar 3,9 procent.

### Fusie met PLUS
Op 6 september 2021 werd bekend dat Coop en PLUS zouden gaan fuseren onder de naam PLUS. Deze fusie werd in december van dat jaar goedgekeurd door de Autoriteit Consument & Markt. Door middel van schaalvergroting hoopte het bedrijf een sterkere positie te verwerven binnen de markt. Op 3 januari 2022 werd de fusie afgerond, waarna het ombouwen van de Coop-supermarkten kon beginnen. De eerste Coop die in een PLUS-supermarkt werd veranderd, was die in het Friese Heeg. PLUS heeft geprobeerd om CoopCompact-vestigingen om te bouwen naar een nieuwe formule, PLUS Vandaag, maar dit experiment is vroegtijdig gestopt. De nieuwe vestigingen van PLUS Vandaag zijn inmiddels omgebouwd naar een regulier PLUS-filiaal, gesloten of afgestoten.

### Overname door Van Tol Retail
Oorspronkelijk zou 2025 het laatste jaar van de supermarktketen Coop zijn, maar door overnames van enkele tientallen winkels door Boon Food Group en Van Tol Retail blijft de formule langer voortbestaan. Coöperatie PLUS U.A., de eigenaar van Coop, is overeengekomen met Van Tol Retail (o.a. eigenaar van Dagwinkel) om de naam en formule over te nemen en trekt zichzelf op 31 juli 2025 terug uit Coop. Boon Food Group zal in eerste instantie haar verworven vestigingen maximaal 2 jaar een iets andere naam (Gewoon Coop) geven en zal op termijn haar vestigingen verbouwen naar filialen van Boon's Markt.
Eind juli 2025 zijn de laatste Coop-winkels, die de transformatie naar PLUS zouden maken, overgegaan.De laatste heropende Plus bevindt zich in Albergen.
De laatste Coop onder regie van PLUS was (tot en met 29 juli 2025) het filiaal in Sint Jansklooster en heropent op 1 augustus 2025 als Gewoon Coop.

## Formules
Het bedrijf kende in 2021 drie winkelformules. CoopCompact, alle in handen van zelfstandige ondernemers, zijn buurt- en dorpssupermarkten. Daarnaast zijn er 'reguliere' supermarkten met de naam Coop en de gemaksformule Coop Vandaag. Oorspronkelijk waren er ook nog de formules Coop FullService, voor franchisenemers, en de prijsagressieve formule Supercoop.
De winkels van Coop worden voornamelijk gerund door zelfstandige ondernemers.

## Organisatie

### Hoofdkantoor en distributiecentra
Coop had een distributiecentrum in Gieten en in Deventer. Vanuit Deventer werden de gekoelde en verse producten aan de Coop Supermarkten geleverd. Het centrum in Gieten verzorgde sinds eind 2014 de overige producten. Daarvoor was het in gebruik bij C1000. Het hoofdkantoor van de supermarktketen bevond zich in het Gelderse Velp. 
Na de overname door Van Tol Retail worden de filialen vanuit Bodegraven en Oosterwolde geleverd.

### Huismerken
De winkels van Coop verkopen producten met het label G'woon, het huismerk van Superunie (waar moederbedrijf Van Tol geen lid van is). Sinds de fusie met PLUS verkochten alle Coop-winkels het huismerk van PLUS, ook geleverd door Superunie, maar sinds de overnames door Van Tol Retail en Boon Food Group zijn de producten van G'woon weer in de winkels te vinden.
Tevens zijn er stellingen in de winkels waar zelfstandige ondernemers hun (lokale) producten kunnen aanbieden.